# Classe River (destroyer torpilleur)
Pour les autres classes de navires du même nom, voir Classe River.
La classe River était une classe de destroyers torpilleurs de la Royal Australian Navy.

## Les bateaux
- HMAS Parramatta (D55)
- HMAS Yarra (D79)
- HMAS Warrego (D70)
- HMAS Huon (D50)
- HMAS Swan (D61)
- HMAS Torrens (D67)